# Banksia integrifolia
Banksia integrifolia là một loài thực vật có hoa trong họ Quắn hoa. Loài này được L.f. miêu tả khoa học đầu tiên năm 1782.
Loài cây này mọc dọc theo bờ biển phía đông của Úc. Một trong những loài Banksia phân bố rộng rãi nhất, loài này hiện diện giữa Victoria và trung tâm Queensland trong một phạm vi rộng của sinh cảnh, từ các đụn cát ven biển đến Dãy núi Great Dividing. Loài này rất đa dạng về hình thức, nhưng thường gặp nhất là một cây cao tới 25 mét. Lá có mặt trên màu xanh lục sẫm và mặt dưới màu trắng, một sự tương phản có thể nổi bật vào những ngày gió.

## Tên
Ngày nay được biết đến rộng rãi với tên gọi là coast banksia hoặc coastal banksia , B. Integrarifolia trước đây được biết đến với một loạt các tên thông dụng. Danh sách Kiểm tra Cây của Úc liệt kê bốn tên phổ biến khác: honeysuckle , white banksia , white bottlebrush và white honeysuckle ; [5] và một số nguồn cũ gọi nó là honeysuckle oak . [6] [7]
Nó được người Úc bản địa biết đến trước khi được người Châu Âu khám phá và đặt tên cho nó ; ví dụ, người Gunai ở Gippsland gọi nó là birrna . [8] Vì phạm vi rộng nên nó có thể có tên trong một số ngôn ngữ bản địa khác , nhưng những ngôn ngữ này hiện đã bị mất. Vào năm 2001, một cuộc tìm kiếm trong các kho lưu trữ lịch sử về các tên bản địa được ghi lại của các loài động thực vật thời Victoria đã không tìm được tên riêng cho loài này. [9]

## Mô tả
B. integrifolia là một loài có khả năng biến đổi cao. Nó thường được bắt gặp nhất là một cây cao tới 25 mét (82 ft), nhưng ở những nơi có mái che, nó có thể đạt tới 35 mét (115 ft). Ở những khu vực tiếp xúc nhiều hơn, nó có thể phát triển như một cây nhỏ, xương xẩu, cao không quá khoảng 5 mét (16 ft) và ở những vị trí tiếp xúc nhiều, chẳng hạn như trên các mũi đất ven biển lộ thiên, nó thậm chí có thể chỉ còn là một cây bụi nhỏ . [10]
Cây thường có một thân cây mập mạp , thường cong queo, có vỏ sần sùi màu xám đặc trưng của Banksia . Các lá có màu xanh đậm với mặt dưới màu trắng và mọc thành từng chùm từ 3 đến 5 lá. Lá trưởng thành có toàn bộ mép; George chỉ định kích thước của chúng là dài 4–20 cm (1,6–7,9 in) và rộng 6–35 mm (0,24–1,38 in), [10] [11] nhưng Banksia Atlas cảnh báo rằng "Những người đóng góp cho Atlas nhận thấy sự thay đổi lớn trong các phép đo này với các mẫu vật thường nằm ngoài giới hạn giống do George (1981) quy định hoặc là trung gian giữa hai giống. " [12]Lá non có rìa răng cưa với một vài răng ngắn, và thường lớn hơn lá trưởng thành. [10]
Hoa xuất hiện ở dạng "cành hoa" đặc trưng của Banksia , một cụm hoa được tạo thành từ vài trăm bông hoa xếp dày đặc theo hình xoắn ốc xung quanh trục thân gỗ. Nó gần như hình trụ, cao 10–12 cm (3,9–4,7 in) và rộng 5 cm (2,0 in). Hoa thường có màu vàng nhạt đến vàng, nhưng có thể có màu xanh lục hoặc hơi hồng ở nụ. Mỗi bông hoa riêng lẻ bao gồm một bao hoa hình ống được tạo thành từ bốn lớp phủ hợp nhất và một kiểu dây dài . Đặc điểm của phần phân loại mà nó được đặt, các kiểu thẳng hàng chứ không phải móc câu. Điểm kết thúc của vòi nhụy bị kẹt bênh trong nang bao hoa ở giai đoạn đầu, nhưng sẽ được giải phóng ở giai đoạn hoa nở .[10] Quá trình này bắt đầu với những bông hoa ở dưới cùng của chùm hoa, quét lên cành với tốc độ cao bất thường từ 96 đến 390 bông hoa mỗi 24 giờ. [13]
Các gai hoa không nổi bật như ở một số loài Banksia khác , vì chúng phát sinh từ các nút hai đến ba năm tuổi nằm trong tán lá. Sau khi ra hoa, các phần hoa già héo và rụng đi trong khoảng thời gian vài tháng, để lộ "hình nón", một trục thân gỗ có nhiều nang nhỏ . Các quả nang lúc đầu có màu xanh lục và sương mai, sau chuyển dần sang màu xám đen. Mỗi nang chứa một hoặc đôi khi hai hạt , được ngăn cách bởi một ngăn cách bằng gỗ mỏng . Bản thân hạt có màu đen, dài 6–10 milimét (0,24–0,39 in) với 'cánh' màu đen có lông dài 10–20 milimét (0,39–0,79 in). [10] [11]

## Ý nghĩa sinh thái học

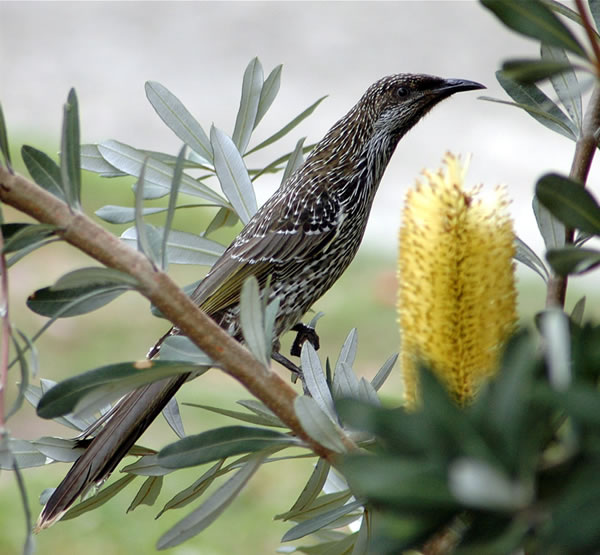
Anthochaera chrysoptera (little wattlebird) on B. integrifolia

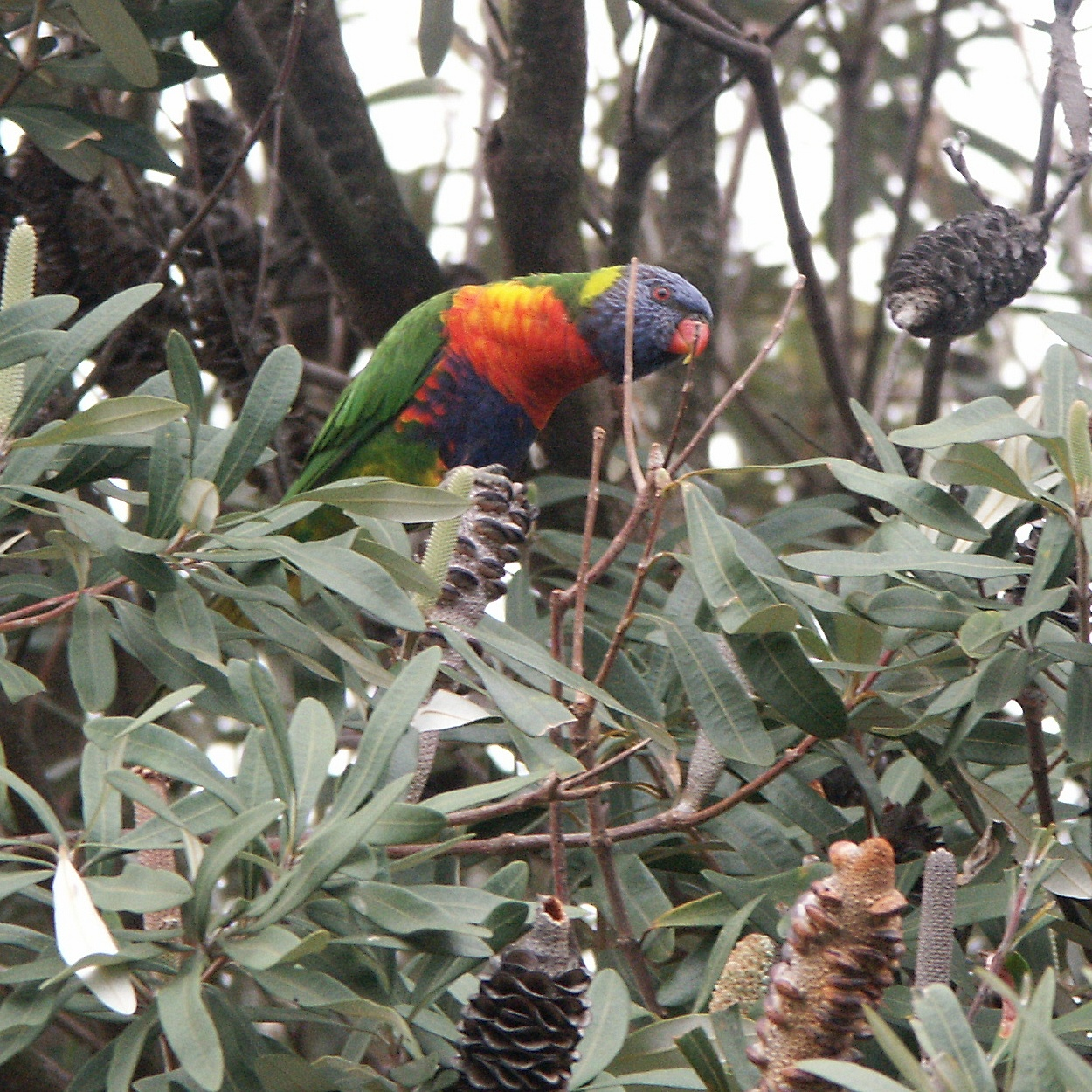
Trichoglossus moluccanus (rainbow lorikeet) on B. integrifolia

Giống như hầu hết các họ Proteaceae, khác , B.integrifolia có rễ chùm, rễ với các cụm rễ con ngắn bên dày đặc tạo thành lớp đệm trong đất ngay dưới lớp lá. Những chất này tăng cường khả năng hòa tan các chất dinh dưỡng, do đó cho phép hấp thụ chất dinh dưỡng trong các loại đất ít dinh dưỡng như đất bản địa thiếu Phốt pho của Úc. Các nghiên cứu về B. integrationrifolia cho thấy rằng tấm lót rễ proteoid của nó đạt được điều này bằng cách biến đổi môi trường đất về mặt hóa học.
Các loài hoa thuộc loài Banksia có vòng đời ngắn bất thường, chỉ tạo ra  Mật ong.trong khoảng bốn đến mười hai ngày sau khi ra hoa. Hầu hết mật hoa được sản xuất vào ban đêm và sáng sớm, chỉ có một lượng nhỏ được sản xuất vào ban ngày.  Hoa được sản xuất quanh năm, nhưng cao điểm nhất là vào mùa thu. Vào thời điểm này, rất ít hoa khác ra hoa trong phạm vi của nó, vì vậy nó là nguồn thức ăn quan trọng theo mùa cho các loài Động vật ăn mật hoa. Các cuộc khảo sát đã quan sát thấy một loạt các loài động vật ăn các loài này, bao gồm nhiều loại côn trùng ; nhiều loài chim bao gồm cả Phylidonyris novaehollandiae (Một loài chim ăn mật ở New Holland). Anthochaera carunculata (Chim sơn ca đỏ), chim chích chòe than, Anthochaera chrysoptera (chim mỏ quạ), Acanthorhynchus tenuirostris ( Vẹt cầu vồng ), và các loài động vật có vú như Trichoglossus haematodus (sóc bay), Petaurus norfolcensis, Acrobates pygmaeus, Pteropus poliocephalus (Dơi đầu xám),  dơi mật hoa lưỡi dài. Ở một số khu vực như tại Vườn quốc gia Bungawalbinở phía bắc New South Wales,B. integrationrifolia là nguồn cung cấp mật hoa và phấn hoa duy nhất vào mùa thu (tháng 3 - tháng 4) và cuối mùa đông (tháng 7). Tầm quan trọng của các loài động vật có vú không bay đối với sự thụ phấn của B. Integrarifolia đã được chứng minh vào năm 1989, với một nghiên cứu tại Vườn quốc gia Wilsons Promontorycho thấy sự giảm đậu trái khi các biện pháp loại trừ chúng được thực hiện.  Banksia Integrarifolia là cây ký chủ của loài địa y Arthonia bankiae .Ve Eriophyid vi thể họ Eriophyidae ( bọ ve mật) gây ra hiện tượng chui rúc trên những  cụm hoa non của B. integrationrifolia
Không giống như hầu hết các loài Banksia , B. Integrarifolia không yêu cầu cháy rừng  để kích hoạt việc giải phóng hạt của nó. Đúng hơn, hạt giống được phát hành tự phát khi đạt độ chín vào cuối mùa hè. Việc loài này không dựa vào lửa để phát tán hạt giống cho thấy rằng việc loại trừ lửa sẽ không ảnh hưởng đến các quần thể thực vật, nhưng một số nghiên cứu đã cho thấy điều ngược lại là đúng: ở những khu vực đã loại trừ lửa trong nhiều năm, quần thể đã suy giảm đáng kể. Một cuộc điều tra về sự rụng lá và chết sớm của cây cối trên eo đất Yanakie ở nam Victoria đã đưa ra kết luận tạm thời rằng việc không có lửa đã tạo ra điều kiện đất bề mặt không tốt cho sức khỏe.  Trên Bán đảo Mornington, các cuộc khảo sát về một khu vực không bị đốt cháy kể từ những năm 1890 cho thấy mật độ của B. Tích hợp đã giảm 77% từ năm 1977 đến năm 2000. Một nghiên cứu sau đó cho thấy sự sụt giảm là do tỷ lệ cây con chết rất cao, do chăn thả. bởi  động vật ăn cỏ và cạnh tranh gay gắt về độ ẩm của đất trong mùa hè. Mặc dù thừa nhận rằng "vai trò của lửa trong các hệ thống này vẫn chưa rõ ràng", nó kết luận rằng "việc phát triển các chế độ quản lý lửa và / hoặc chăn thả sẽ là cần thiết để bảo tồn tính toàn vẹn về cấu trúc của các hệ sinh thái ven biển này.
Bỏ những lo ngại này sang một bên, B. Integrarifolia dường như không bị đe dọa. Nó có khả năng chống chịu cao với nấm Phytophthora cinnamomi trở lại, là mối đe dọa lớn đối với nhiều loài Banksia khác và sự phân bố rộng rãi của nó bảo vệ khỏi nguy cơ mất môi trường sống do khai hoang đất đai. Do đó, nó không nằm trong danh sách các loài thực vật bị đe dọa của Úc theo Đạo luật Bảo vệ Môi trường và Bảo tồn Đa dạng Sinh học 1999 .

## Phân loại học
B. Integrarifolia lần đầu tiên được thu thập tại Vịnh Botany vào ngày 29 tháng 4 năm 1770, bởi Sir Joseph Banks và Tiến sĩ Daniel Solander , các nhà tự nhiên học trên tàu Endeavour trong chuyến đi đầu tiên của Trung úy (sau này là Thuyền trưởng) James Cook đến Thái Bình Dương.  Tuy nhiên, loài này không được công bố cho đến tháng 4 năm 1782, khi  Carolus Linnaeus the Younger mô tả bốn loài Banksia đầu tiên trong Bổ sung Plantarum của mình . Linnaeus đã phân biệt các loài bằng hình dạng lá của chúng, và đặt tên chúng cho phù hợp. Do đó, các loài có mép lá hoàn toàn đã được đặt tên cụ thể là Integrarifolia , từ số nguyên Latinh, có nghĩa là "toàn bộ", và folium , có nghĩa là "lá".  Tên đầy đủ của loài này là Banksia Integrarifolia Lf 
Sau đó là khoảng 200 năm nhầm lẫn về giới hạn phân loại của loài, gây ra bởi sự biến đổi lớn của loài, sự tương đồng với các loài có quan hệ họ hàng gần và những nỗ lực ban đầu để phân loại loài chỉ dựa trên vật liệu mẫu khô. Một hệ thống phân loại Banksia ổn định đã không bắt đầu xuất hiện cho đến năm 1981 với việc xuất bản cuốn sách chuyên khảo mang tính bước ngoặc của  Alex George về  Chi Banksia Lf (họ Proteaceae) . Trong 18 năm tiếp theo, sự sắp xếp của George dần dần được hoàn thiện dưới ánh sáng của nghiên cứu mới và khám phá ra vật liệu mới, và có một số thay đổi đối với đơn vị phân loại hạ tầng của B. Tích hợp . Những thay đổi này lên đến đỉnh điểm trong sự sắp xếp của George năm 1999, được chấp nhận rộng rãi cho đến năm 2005, khi Austin Mast , Eric Jones và Shawn Havery công bố một hệ thống phát sinh loài không phù hợp với sự sắp xếp của George.  Một cách sắp xếp phân loại mới chưa được công bố vào thời điểm đó, nhưng vào đầu năm 2007 Mast và Thiele đã khởi xướng việc sắp xếp lại bằng cách chuyển Dryandra cho Banksia , và xuất bản B.  subg. Spathulatae cho các loài có lá mầm hình thìa . Họ báo trước sẽ xuất bản một sự sắp xếp đầy đủ sau khi lấy mẫu DNA của Dryandra đã hoàn thành; trong khi đó, nếu những thay đổi về danh pháp của Mast và Thiele được coi là một sự sắp xếp tạm thời, thì B. Tích phânrifolia được xếp vào B.  subg. Spathulatae ; nó là loại loài cho các chi con. 

### Vị trí trong Banksia
Sự sắp xếp phân loại hiện tại của chi Banksia dựa trên chuyên khảo năm 1999 của George về bộ sách Flora of Australia .  Theo cách sắp xếp này, B. Integrarifolia được đặt trong Banksia subg. Banksia , vì cụm hoa của nó có dạng như những gai hoa đặc trưng của Banksia ; Giáo phái Banksia . Banksia vì phong cách thẳng thắn của nó ; và Banksia ser. Salicinae vì cụm hoa của nó có hình trụ. Kevin Thiele cũng đặt nó vào phân ngành Integrifoliae , nhưng điều này không được George ủng hộ.
Vị trí của B. Integrarifolia trong Banksia có thể được tóm tắt như sau:
- Chi Banksia
  - Chi Isostylis
  - Phân chi Banksia
    - Phần Oncostylis
    - Phần coccinea
    - Phần Banksia
      - Dòng Grandes
      - Chuỗi Banksia
      - Sê-ri Crocinae
      - Dòng Prostratae
      - Chuỗi Cyrtostylis
      - Dòng Tetragonae
      - Dòng Bauerinae
      - Dòng Quercinae
      - Dòng Salicinae
        - Banksia dentata - Banksia aquilonia - B. integrationrifolia - Banksia plagiocarpa - Banksia oblongifolia- Banksia robur - Banksia conferta - Banksia paludosa - Banksia marginata - Banksia canei -Banksia saxicola

### Tên loài
Tên của ba loài phụ được chấp nhận tại Điều tra Thực vật Úc vào tháng 5 năm 2020:
- Banksia integrifolia subsp. integrifolia
- Banksia integrifolia subsp. compar
- Banksia integrationrifolia subsp. monticola

Mặc dù một số khả năng biến đổi lớn của B. Tích phân có thể là do các yếu tố môi trường, nhưng phần lớn là do di truyền : George viết rằng nó "tạo ấn tượng rằng nó đang tích cực xác định để lấp đầy nhiều ngóc ngách sinh thái thông qua phạm vi của nó".  Sự biến đổi di truyền trong phạm vi của nó đã được lập bản đồ một số chi tiết với các điểm đánh dấu tế bào vi mô , tạo điều kiện thuận lợi cho việc phân tích sâu hơn các mối quan hệ nội bộ cụ thể.  Phân tích Fractal hình dạng và quang phổ (màu sắc) của lá đã được sử dụng để xác định loài thực vật không rõ nguồn gốc thuộc loài nào. 
Banksia integrifolia subsp. integrifolia
Các phân loài được chỉ định xuất hiện gần bờ biển trên hầu hết phạm vi của loài trừ vùng cực bắc. Nó ít thay đổi ngoại trừ ở phía bắc New South Wales và phía nam Queensland , nơi một số quần thể dường như là trung gian với B. Integrarifolia subsp. so sánh .
Banksia integrifolia subsp. compar
Phân loài này phát triển ở ven biển Queensland đến tận Proserpine về phía bắc . Đối với hầu hết phạm vi của nó, nó là phân loài duy nhất, nhưng ở gần giới hạn phía nam của nó, nó cùng xuất hiện với B. Integrarifolia subsp.integrifolia . Hai loài phụ này có thể phân biệt được bằng các lá của chúng, chúng lớn hơn và bóng với các mép lượn sóng trên các lá phụ của B. Integrarifolia. compar .
Banksia integrationrifolia subsp. monticola
Thường được gọi là ngân hàng núi trắng, nó là loài phụ duy nhất có phân bố trên núi ; nó xảy ra ở Dãy núi Blue  ở phía bắc New South Wales. Nó có dạng tương tự như B. integrationrifolia subsp. integrifolia , nhưng khác ở chỗ có lá dài hơn, hẹp hơn và các nang ăn sâu hơn vào cành hoa cũ.

### Con lai
Các giống lai tự nhiên được cho là đã được báo cáo giữa B. Integrarifolia và các thành viên khác của Banksia ser. Salicinae , mặc dù không có tên lai nào được chính thức công bố cho đến nay. Các giống lai giả định được xác định bằng các đặc điểm trung gian của chúng; ví dụ những loài có Banksia paludosa (swamp bankia), được biết đến từ Vịnh Jervis và Green Cape trên bờ biển phía nam New South Wales, có thói quen nhỏ hơn, gai hoa dài hơn, mỏng hơn và hoa già dai dẳng trên "nón" cũ, mặt khác là không có B. Tích phân thuần khiết . 
Các phép lai giả định với Banksia marginata (silver bankia) xảy ra trên Wilsons Promontory ở Victoria; chúng được tìm thấy ở các địa phương nơi cả hai loài cùng xuất hiện và có các đặc điểm trung gian giữa hai loài.  Một loài lai có mục đích khác với B. marginata , được cho là đến từ Cape Paterson trên bờ biển phía nam của Victoria, được Alf Salkin mô tả lần đầu tiên và có sẵn trên thị trường với số lượng nhỏ. Nó tạo thành một loại cây mọc thấp cứng cáp hấp dẫn đến 1 mét (3,3 ft). 

## Phân bố và sinh cảnh
B. integrifolia được phân bố rộng rãi, cả về mặt địa lý và sinh thái .Theo Alex George, "nó trải dài một phạm vi địa lý và khí hậu rộng hơn bất kỳ loài nào khác.'' Thiele và Ladiges cũng đưa ra tuyên bố tương tự: rằng sự phân bố của nó "có biên độ vĩ độ, địa hình và sinh thái rộng hơn bất kỳ loài nào khác, ngoại trừ B. spinulosa ." Không có loài cây nào khác xuất hiện gần bờ biển ở Cape Byron , làm cho B. Integrarifolia trở thành cây phục sinh đẹp nhất trên đất liền Úc. 
Nó xảy ra dọc theo gần như toàn bộ bờ biển phía đông của Úc, từ Geelong, Victoria đến Proserpine, Queensland . Có một quần thể sống biệt lập trên Long island , Tasmania vào năm 1999, và một hồ sơ năm 1876 được cho là từ king island ,  mặc dù có suy đoán rằng mẫu vật đó thực sự được thu thập trong Nhóm Furneaux .   Loài này không còn xuất hiện tại bất kỳ địa điểm nào trong số này của Tasmania, và đã bị tuyên bố tuyệt chủng ở Tasmania theo Đạo luật Bảo vệ Các loài bị Đe doạ năm 1995 của bang đó .  Phạm vi vĩ độ do đó là khoảng 20 °đến 38 ° S.
Đối với phần lớn sự phân bố của nó, B. Integrarifolia chỉ xuất hiện trong khoảng 50 km (31 mi) bờ biển, nơi nó thường xuất hiện trên đất cát chất lượng kém có nguồn gốc từ sa thạch. Nó mọc gần các mỏm đá ven biển và mũi đất, dọc theo các cửa sông , và thậm chí trên các cồn cát đã ổn định. Phạm vi nhiệt độ cho khu vực này là khoảng 0–30 ° C (32–86 ° F), hầu như không có sương giá . Loài có thể xuất hiện trên các giá thể thuần túy, nhưng thường liên quan đến các loài khác như Melaleuca quinquenervia (vỏ cây lá rộng), Angophora costata (táo vỏ nhẵn), Corymbia gummifera (gỗ đỏ), Eucalyptus botryoides(bangalay), Monotoca elliptica (bụi cây cưới) và Leptospermum laevigatum (cây chè bờ biển). 
Giữa Sydney và Brisbane , loài B. Integrarifolia được tìm thấy trong đất liền dài tới 200 km (120 mi), với con B. Integrarifolia. monticola xảy ra ở Blue Mountains ở độ cao lên đến 1.500 mét (4.900 ft). Ở đó, nó phát triển trên đất núi lửa hoặc đất đá chất lượng tốt hơn có nguồn gốc từ đá granit và đá bazan , và sẽ trải qua 100 đợt sương giá mỗi năm. Trong môi trường sống trên núi này, nó xuất hiện cùng với các loài Bạch đàn như E. viminalis (kẹo cao su manna) và E. pauciflora (kẹo cao su tuyết), và cả các loài rừng nhiệt đới như Nothofagus moorei(Sồi Nam Cực) và Orites excelsa (tro gai). 

## Khả năng trồng trọt

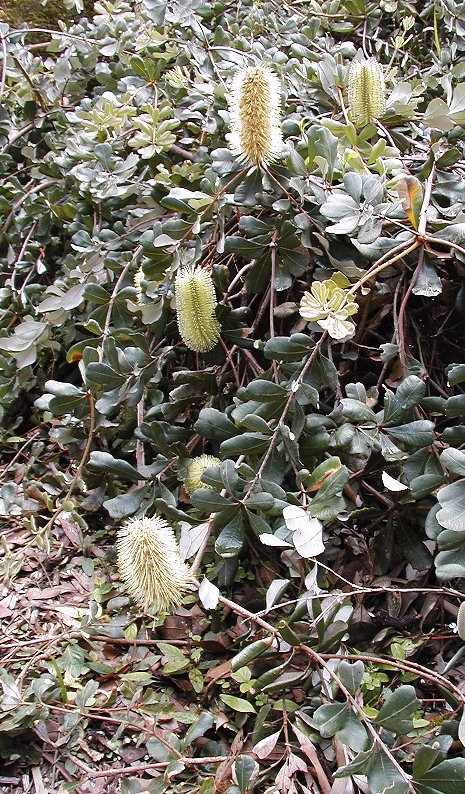
B. 'Roller Coaster', Sylvan Grove Gardens, Picnic Point,New South Wales

Cứng rắn và đa năng, B. Integrarifolia sẽ phát triển trong  đất sét , cát , axit và thậm chí cả đất kiềm , và nó cho thấy khả năng chống chịu gió và muối tốt , nên thích hợp để trồng ven biển.  Do đó, nó được đánh giá cao như một loại cây vườn ít phải chăm sóc, mặc dù kích thước lớn của nó khiến nó không phù hợp với những khu vườn nhỏ hơn. Tuy nhiên, độ cứng của nó có thể báo trước tiềm năng của cỏ dại, vì một số bằng chứng về khả năng làm cỏ đã được thấy ở Nam Phi ,  Tây Úc và New Zealand.  Khi mọc gần đất bụi trong môi trường sống bản địa của nó, bạn nên lấy hạt giống hoặc cây có nguồn gốc địa phương nếu có.
Dạng phổ biến nhất hiện có trong các vườn ươm thương mại là Banksia integrifolia subsp. integrifolia. Nó ưa nắng mà không phải tiếp xúc với sương giá, và chịu được việc cắt tỉa khá nặng . Hạt giống không cần bất kỳ xử lý nào và mất 5 đến 6 tuần để nảy mầm.  Sự ra hoa bắt đầu vào khoảng bốn đến sáu năm từ hạt. Các loài phụ khác ít được biết đến trong trồng trọt hơn, nhưng có thể thu được. Việc trồng trọt có lẽ tương tự như B. integrifolia subsp. integrifolia,  ngoại trừ B. integrifolia subsp. monticola có thể được cho là chịu được sương giá. Lùn là các dạng của B. integrationrifolia đôi khi được bán và một giống cây trồng phục hình đã được đăng ký , Banksia 'Roller Coaster, có sẵn. Loại thứ hai là một loại cây bám đất mạnh mẽ, có thể lan rộng đến 4 hoặc 5 mét (13 hoặc 16 ft) nhưng vẫn chỉ cao 50 cm (20 in). 
Do tính kháng cao đối với P. cinnamomi dieback, tính khả thi của việc sử dụng B. integrifolia làm gốc ghép cho các loài Banksia nhạy cảm trong buôn bán hoa cắt cành đang được điều tra. Hiện nay, tỷ lệ ghép thành công chỉ là 30–40%, và ngay cả khi ghép thành công, công đoàn vẫn có xu hướng thất bại khi bị căng thẳng. Cần nghiên cứu thêm trước khi kỹ thuật này sẵn sàng để sử dụng thương mại. 

## Các mục đích sử dụng khác

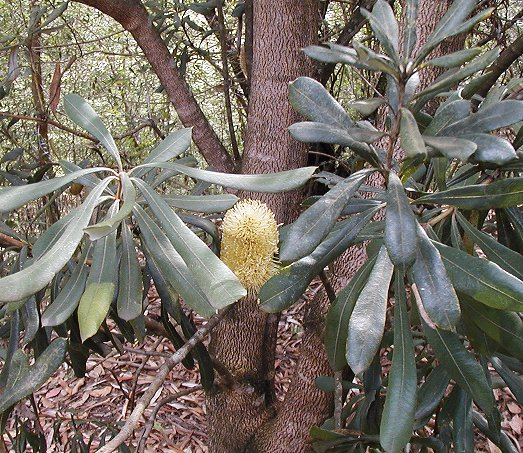
B. integrifolia subsp. compar

Gỗ của B. integrifolia có màu hồng đến đỏ, với các vân và các tia dễ thấy. Nó xốp và nhiều lổ, với mật độ khoảng 530Kg trên mét khối (33 lb / cu ft). Nó được coi là có tính trang trí cao, nhưng nó bị cong vênh khi sấy khô,  có chất lượng chịu tải kém và dễ bị mối tấn công,  do đó nó không phù hợp cho hầu hết các mục đích xây dựng. Đôi khi nó được sử dụng để ốp tủ và trang trí cây cảnh , và những đường cong tự nhiên đã từng được săn lùng để làm đầu gối thuyền.  Nó được dùng làm củi đốt . 
B. Integrarifolia tạo ra mật hoa có màu hổ phách sẫm với chất lượng trung bình và do đó giá trị thương mại thấp.  Mặc dù vậy, loại mật này được đánh giá cao bởi những người nuôi ong vì nó tạo ra một lượng lớn phấn hoa và mật hoa trong suốt mùa thu và mùa đông, do đó giúp hỗ trợ tổ ong vào thời điểm ít hoa khác. 
Trong lịch sử, những người Úc bản địa lấy mật hoa từ B. integrifolia bằng cách chà sát các gai hoa sau đó liếm tay hoặc bằng cách ngâm các gai hoa trong bồn nước lạnh qua đêm. Họ cũng sử dụng gai hoa làm lược chải tóc . Những người định cư ban đầu đã sử dụng mật hoa như một loại xi-rô trị đau họng và cảm lạnh;  và những người thợ sẽ tẩm chất béo cằn cỗi "hình nón"  để tạo ra một ngọn nến cháy chậm . 
Gần đây hơn, B. Integrarifolia đã được sử dụng trong nghệ thuật bonsai . Sự sần sùi và các lóng dài của nó là thách thức để vượt qua, nhưng lá sẽ giảm bớt khi cắt tỉa, và không giống như loài gnarlier B. serrata (cưa lá xẻ), thân của nó có thể trở nên sần sùi theo tuổi tác. 
Nó được sử dụng làm biểu tượng hoa bởi hai khu vực chính quyền địa phương của Queensland : Thành phố Redcliffe và Thành phố Logan.  Năm 2000, nó được xuất hiện trên tem bưu chính Úc .